# Източна тангента (улица в София)
„Източната тангента“ е улица в район „Слатина“, София.
Намира се в източната част на София. Простира се между бул. „Ботевградско шосе“ на север до бул. „Брюксел“ на юг.

## Обекти
На „Източната тангента“ или в нейния район са разположени следните обекти (от север на юг):
- „106 ОУ Гр. Цамблак“
- 62 ЦДГ „Зорница“
- 94 СОУ „Димитър Страшимиров“